# Heliconius wernickei
Heliconius wernickei is een vlinder uit de familie Nymphalidae. De wetenschappelijke naam van de soort is voor het eerst geldig gepubliceerd in 1906 door Gustav Weymer.